# Cordiera elliptica
Cordiera elliptica là một loài thực vật có hoa trong họ Thiến thảo. Loài này được (Cham.) Kuntze mô tả khoa học đầu tiên năm 1891.